# Rozłucz (przystanek kolejowy)
Rozłucz (ukr. Розлуч) – przystanek kolejowy w miejscowości Rozłucz, w rejonie samborskim, w obwodzie lwowskim, na Ukrainie. Położony jest na linii Sambor – Czop.
Przystanek istniał przed II wojną światową.